# Shaoxing
Shaoxing, även romaniserat Shaohing, är en stad på prefekturnivå i nordöstra Zhejiang-provinsen i östra Kina. Den ligger omkring 74 kilometer sydost om provinshuvudstaden Hangzhou. Staden har idag över 4 miljoner invånare, varav ungefär en kvarts miljon bor i själva centralorten.

## Historia och kultur
Staden har en mycket lång historia och är känd för att vara födelseort för en rad kulturpersonligheter, som författaren Lu Xun. Kalligrafen Wang Xizhi har också verkat i Shaoxing. Staden fick sitt namn efter regeringsperioden Shaoxing, som inleddes 1131 under Kejsar Gaozong av Songdynastin.
Sydost om Shaoxing ligger gravfältet Sex Songmausoleum (宋六陵) där sex av kejsarna från Södra Songdynastin och kejsare Huizong från Norra Songdynastin är begravda. 
Staden är känd för sin skönhet, men kanske främst för sitt både i Kina och utomlands konsumerade "gula (ris)vin" (huangjiu 黄酒). Staden är även känd för sina stora textilfabriker. Den är en snabbt växande stad med ett mindre antal utländska invånare. Majoriteten av de utländska invånarna är indier och pakistanier.

## Administrativ indelning
Staden är indelad i ett stadsdistrikt, tre städer på häradsnivå samt två häraden.
| Område               | Kinesiska (Hanzi) | Areal (km²) | Invånarantal 1 november 2000 |
| Stadsdistrikt        |                   |             |                              |
| -------------------- | ----------------- | ----------- | ---------------------------- |
| Yuecheng             | 越城              | 338         | 633 118                      |
| Städer på häradsnivå |                   |             |                              |
| Shangyu              | 上虞              | 1 427       | 722 523                      |
| Shengzhou            | 嵊州              | 1 771       | 671 221                      |
| Zhuji                | 诸暨              | 2 311       | 1 070 675                    |
| Häraden              |                   |             |                              |
| Shaoxing             | 绍兴              | 1 196       | 791 797                      |
| Xinchang             | 新昌              | 1 213       | 414 907                      |
| TOTALT               |                   | 8 256       | 4 304 241                    |

### Orter
Den stadsprefektur som administreras från Shaoxing omfattar inte enbart denna ort med närmaste omgivning, utan även ett antal andra större orter. Centrala Shaoxing är indelad i sex gatuområden (jiedao) med totalt 237 276 invånare vid folkräkningen år 2000.

#### De tio folkrikaste orterna inom staden
| Ort               | Invånarantal 1 november 2000 |
| ----------------- | ---------------------------- |
| Shaoxing          | 237 276                      |
| Zhuji             | 209 848                      |
| Shengzhou         | 176 612                      |
| Baiguan (Shangyu) | 144 589                      |
| Xinchang          | 135 110                      |
| Keqiao            | 132 727                      |
| Jianhu            | 72 403                       |
| Qixian            | 71 194                       |
| Qianqing          | 70 489                       |
| Songxia           | 65 770                       |

## Klimat
Genomsnittlig årsnederbörd är 2 022 millimeter. Den regnigaste månaden är juni, med i genomsnitt 356 mm nederbörd, och den torraste är januari, med 72 mm nederbörd.